# Jan Matham

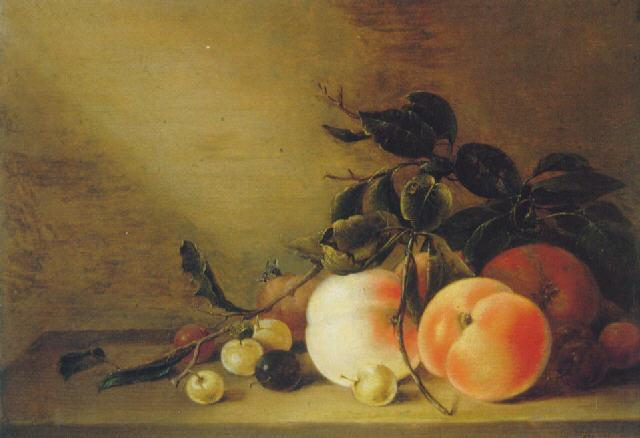
Natura morta con pesche (1615-1648)

Jan o Johannes Matham (Haarlem, gennaio 1600 – Haarlem, 25 luglio 1648 (sepolto)) è stato un pittore, incisore e acquafortista olandese del secolo d'oro.

## Biografia
Poco si conosce della vita di quest'artista: è citato dal Bryan come "Jan Matham, menzionato da Zani come il figlio maggiore di Jacob e pittore ritrattista" e "nessuna notizia è riportata da altri autori".
Figlio di Jacob Matham e fratello degli incisori Adriaen e Theodor, fu forse allievo del padre. Fu attivo nella sua città natale dal 1628 al 1648: è infatti menzionato come membro della locale Corporazione di San Luca nel 1628 e nel 1637.
Si specializzò nella realizzazione di nature morte, in particolare di fiori e frutta.

## Opere
- Natura morta con pesche, dipinto firmato JMatham F, 1615-1648
- Vanitas, olio su tela, 32 x 49 cm[3]